# Липовача (Раковица)
Липовача је насељено мјесто у општини Раковица, на Кордуну, у Карловачкој жупанији, Република Хрватска.

## Географија
Липовача се налази око 7 км југоисточно од Раковице.

## Историја
Липовача се од распада Југославије до августа 1995. године налазила у Републици Српској Крајини. До територијалне реорганизације у Хрватској насеље се налазило у саставу бивше велике општине Слуњ.

## Становништво
Према попису становништва из 2011. године, насеље Липовача је имало 157 становника.
| Демографија | Демографија | Демографија |
| Година      | Становника  | Становника  |
| ----------- | ----------- | ----------- |
| 1971.       | 331         |             |
| 1981.       | 289         |             |
| 1991.       | 267         |             |
| 2001.       | 195         |             |
| 2011.       |             | 157         |

- напомене:

Од 1910. до 1991. године исказивано под именом Липовача Дрежничка.